# Giorgio Tomatis
Giorgio Tomatis (11 de marzo de 2003) es un deportista italiano que compite en escalada. En los Juegos Europeos de Cracovia 2023 consiguió una medalla de plata en la prueba de dificultad.

## Palmarés internacional
| Juegos Europeos | Juegos Europeos  | Juegos Europeos  | Juegos Europeos |
| Año             | Lugar            | Medalla          | Prueba          |
| --------------- | ---------------- | ---------------- | --------------- |
| 2023            | Tarnów (Polonia) | Medalla de plata | Dificultad      |